# Schraderia mardeni
Schraderia mardeni är en kräftdjursart som först beskrevs av Bowman 1974.  Schraderia mardeni ingår i släktet Schraderia och familjen Eusiridae. Inga underarter finns listade i Catalogue of Life.